# Mihály Pohl
Mihály Pohl (ur. 26 września 1954 w Sopron) – węgierski muzyk, wokalista. Od 1981 członek rockowej grupy Lord, wcześniej członek zespołu Roller.
Żonaty, ma dwójkę dzieci.

## Dyskografia

### Lord
- Big City Lights (1985)
- Szemedben a csillagok (1988)
- Ragadozók (1989)
- Be The Light (EP, 1989)
- Lord 3 (1990)
- Lord (składanka, 1990)
- Az utca kövén (1991)
- Olcsó és ügyes (1993)
- Fehér galamb (remake, 1995)
- Live I. (koncertowy, 1996)
- Kőszív (remake, 1997)
- Live II. (koncertowy, 1998)
- Lord 2002 (2002)
- Kifutok a világból (2006)
- Kifutok a világból (koncertowy, 2006)
- Nem állok meg soha (koncertowy, 2007)
- Szóljon a Lord (remake, 2009)
- Örökké (2010)
- Sitke 2008 (koncertowy, 2010)